# وليام باتسون
كان ويليام باتسون (8 أغسطس 1861 - 8 فبراير 1926) عالم أحياء انجليزي، والذي كان أول شخص يستخدم مصطلح «الوراثيات» (بالإنجليزية: genetics) لوصف دراسة الوراثة، والمروج الرئيسي لأفكار جريجور مندل بعد إعادة اكتشافها في عام 1900 من قبل هوجو دي فريز وكارل كورينز.

## سيرة حياته
ولد باتسون في ويتبي على ساحل يوركشاير، هو ابن ويليام هنري باتسون، الأستاذ في كلية سانت جون، كامبريدج. تلقى تعليمه في مدرسة الرجبي وفي كلية سانت جون في كامبريدج، حيث حصل على بكالورويوس العلوم الطبيعية في عام 1883 محققا المركز الأول.
اشتغل بعلم الأجنة، وذهب إلى الولايات المتحدة للتحقيق في تطور دودة بالانوجلوسوس. أدت دراسة شبه الدودة البلوطية نصف الحبلية إلى اهتمامه بأصول الفقاريات. في عام 1883، عمل في مختبر ويليام كيث بروكس، وفي مختبر تشيسابيك زولوجيكال في هامبتون فا، الولايات المتحدة الأمريكية. ثم تحول من علم التشكل «المورفولوجيا» إلى دراسة التطور وأساليبه، عاد إلى إنجلترا وأصبح زميلا في جامعة سانت جون. لدراسة التباين والوراثة، سافر في غرب آسيا الوسطى.

## العمل على التنوع البيولوجي (إلى 1900)
درس عمل باتسون الذي نشر قبل عام 1900 بشكل منهجي الاختلاف الهيكلي لدى الكائنات الحية والضوء الذي قد يُلقي على آلية التطور البيولوجي، وكان متأثرا بقوة بمنهج تشارلز داروين في جمع الأمثلة الشاملة، والطرق الكمية لفرانسيس غالتون («البيومترية»).في أول مساهمة كبيرة له، أوضح أن بعض الخصائص البيولوجية (مثل طول الملقط في حشرة أبو مقص) لا توزع بشكل مستمر، مع التوزيع الطبيعي، ولكن بشكل غير مستمر (أو «ثنائية المظهر»). رأى أن استمرارية شكلين في نوع معين يشكل تحديا للمفاهيم القائمة في وقتها لآلية الوراثة، ويقول «السؤال الذي قد يطرح نفسه، هل ثنائية المظهر التي تم طرحها الآن تمثل بداية التقسيم إلى نوعين؟»
في كتابه عام 1894، «مواد لدراسة التباين»، قطع باتسون شوطا كبيرا في هذه الدراسة عن الاختلاف البيولوجي. كان مهتما بإثبات أن الاختلاف البيولوجي موجود على حد سواء بشكل مستمر، بالنسبة لبعض الصفات، وبشكل غير مستمر لصفات أخرى، وصاغ مصطلحي «تقاسمي» و «جوهري» لكلا النوعين. مشتركا مع داروين، رأى أن الصفات الكمية لا يمكن أن تبدو «مثالية» بسهولة وفقا للقوة الانتقائية للتطور، بسبب المشكلة المتصورة عن «التأثير الخفي للتهجين»، ولكنه اقترح أن تغيير الصفات بشكل غير مستمر وارد. من بين الملاحظات الأخرى المثيرة للاهتمام لاحظ بعض الاختلافات التي تم فيها استبدال جزء معين من الجسم بجزء آخر (وهو ما يسمى التجانس). تشمل التغيرات الحيوانية التي درسها النحل ذو ساقين بدلا من قرون الاستشعار. جراد البحر ذو قنوات البيض الإضافية. وفي البشر، كثرة الأصابع، والأضلاع الإضافية، والذكور مع الحلمات الإضافية. الأهم من ذلك، كتب باتسون: «الطريقة الوحيدة التي قد نأمل في الحصول من خلالها على الحقيقة [بشأن آلية الوراثة البيولوجية] تكون عن طريق تنظيم تجارب منهجية في التناسل، وهي فئة من البحوث التي قد تحتاج لمزيد من الصبر والمزيد من الموارد أكثر من أي شكل آخر من أشكال الاستقصاء البيولوجي، وسيتم إجراء هذا التحقيق عاجلا أو آجلا، ثم سنبدأ في المعرفة».
ذكر باتسون في عام 1897بعض التطورات في المفاهيم والمناهج الهامة في دراسته للتباين. "لقد تحاججت حول الاختلافات في الطبيعة الغير مستمرة التي قد تلعب دورا بارزا في نشأة أنواع جديدة". حاول إسكات منتقديه ("علماء البيومترية") الذين أساءوا تفسير تعريفه عن عدم استمرارية (انقطاع) التباين من خلال شرح مصطلحاته: "يحدث التنوع غير المستمر إذا كان جميع الأفراد في مجموعة معينة يتكاثرون بحرية معا، لا يوجد انجراف بسيط إلى شكل واحد معين، ولكن رجحان معقول للتنوع على الشكل الوسطي... السمة الأساسية للتغيير غير المستمر (المنقطع) هي أن يكون السبب في ذلك، عدم وجود مزج كامل بين الصنف والنوع، حيث لا يزال الصنف مستمرا ولا "يتغلغل في التهجين"، ولكنه بشكل حاسم، بدأ في الإعلان عن سلسلة من تجارب التكاثر التي أجراھا تلميذه، سوندرز على نباتات "ألبين براسيكا بيسكوتيلا ليفيجاتا" في حدائق كامبريدج النباتية. في البرية، توجد أشكال ذات شعر وناعمة متداخلة ومتطايبقة معا من نفس النوع، قاموا بتهجين هذه الأنواع معا، "عندما يتم فحص النباتات الناضجة بشكل جيد، فإنها تظهر فقط نفس مظهر الانقطاع الذي تبدو عليه النباتات البرية في شلالات توسا. وبالتالي فإن هذا الانقطاع هو الإشارة الخارجية إلى حقيقة أن وراثة الشعر والنعومة لا تتخلل السلالة تماما، ولا ينفرد النسل بشكل وسطي واحد، بل إلى شكلين مختلفين ".
في هذا الوقت تقريبا، بدأ هوجو دي فريز وكارل إريش كورينز تجارب مماثلة لتكاثر النباتات. ولكن، على عكس باتسون، كانا على دراية بتجارب جريجور مندل الواسعة على تكاثر النبات في ستينيات القرن التاسع عشر، ولم يذكرا عمل باتسون. بشكل حاسم، أعطى باتسون محاضرة للجمعية الملكية للبستنة في يوليو 1899، والتي حضرها هوجو دي فريز، حيث وصف خلالها تحقيقاته في التباين المتقطع، وتجاربه في التهجين، وأهمية هذه الدراسات لفهم الوراثة. قام بِحثّ زملائه على إجراء تجارب واسعة النطاق ومصممة بشكل جيدا وتحليلها إحصائيا بالشكل ـ على الرغم من أنه لم يكن يعرف ذلك ـ الذي أجرى به مندل تجاربه بالفعل، والتي «تم إعادة اكتشافها» من قبل دي فريز وكورن بعد ستة أشهر فقط.

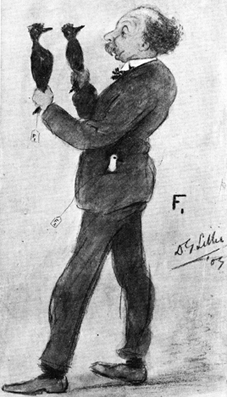
رسم لوليام باتوسن عام 1909

## تأسيس علم الوراثة
أصبح باتسون مشهورا بكونه الخصم المندلي الصريح ضد والتر رافائيل ويلدون، معلمه السابق، وكارل بيرسون الذي قاد مدرسة التفكير البيومتري. تركز الجدال حول التطور القافز مقابل التدريجية (كان داروين يمثل التدريجية، بينما ينحاز باتسون للتطور القافز). في وقت لاحق، أوضح رونالد فيشر وجي.بي.إس هالدين أن الطفرات المنفصلة كانت متوافقة مع التطور التدريجي.
بين عامي 1900 و 1910 أنشأ باتسون «مدرسة» غير رسمية لعلم الوراثة في كامبريدج. كانت مجموعته تتألف في الغالب من نساء ينتمين إلى كلية نيونهام، كامبريدج، ومنهن زوجته بياتريس، وشقيقتها فلورنس دورهام. قدموا المساعدة لبرنامجه البحثي في الوقت الذي لم تكن المندلية معروفة بعد كمجال مشروع للدراسة. قامت النساء، مثل موريل ويلديل (أونسلو)، بسلسلة من التجارب التكاثرية في أنواع نباتية وحيوانية مختلفة بين 1902 و 1910. النتائج كانت داعمة ومطورة لقوانين مندل الوراثية. هيلدا بلانش كيلبي، التي أنهت دراستها مع كلية نيونهام منديليانز في عام 1901، ساعدت باتسون في تكرار تهجين مندل في البازلاء. وأجرت تجارب تكاثر مستقلة في الأرانب وطيور البنتام كذلك.
اقترح باتسون أولا استخدام كلمة «علم الوراثة / الجينات» (من اليونانية gennō، γεννώ؛ «الولادة») لوصف دراسة الوراثة وعلم التباين في رسالة شخصية بتاريخ 18 أبريل 1905 إلى آدم سيدجويك (1854-1913، عالم الحيوان في كامبريدج، وليس آدم سيدجويك (1785-1873) الذي كان أستاذا لداروين). استخدم باتسون مصطلح «علم الوراثة/ الجينات» لأول مرة علنا في المؤتمر الدولي الثالث لتهجين النبات في لندن عام 1906. على الرغم من أن هذا كان قبل ثلاث سنوات من استخدام ويلهلم يوهانسن كلمة «الجينات» لوصف وحدات المعلومات الوراثية، أدخل دي فريز كلمة «بانجين» لنفس المفهوم في عام 1889 بالفعل، واشتقاقيا فإن كلمة علم الوراثة لديها أوجه تشابه مع مفهوم داروين لشمولية التخلق «بانجينيسيس». كما صاغ باتسون مع إديث سوندرز كلمة «أليلومورف» («شكل آخر»)، والتي تم اختصارها لاحقا إلى الأليل.
اكتشف باتسون الارتباط الجيني مع ريجينالد بونيت وإديث سوندرز، وأسس هو وبونيت مجلة علم الوراثة في عام 1910. كما صاغ باتسون مصطلح القشوة «إبيستاسيس» لوصف التفاعل الجيني لموقعين مستقلين.

## معلومات أخرى في سيرته الذاتية
أصبح ويليام باتسون مدير مؤسسة جون إينس للبستنة في عام 1910 وانتقل مع عائلته إلى ميرتون بارك في ساري. ظل مديرا هناك حتى وفاته المفاجئة في فبراير 1926. خلال فترة عمله في مؤسسة جون إينز البستانية أصبح مهتما بنظرية الكروموسوم في علم الوراثة وعزز دراسة علم الخلايا عن طريق توظيف فرانك نيوتن، وفي عام 1923 سيريل دين دارلينجتون.
في سنواته الأخيرة كان صديقا حميما للألماني إروين باور. شملت مراسلاتهم مناقشات حول تحسين النسل.
كان ابنه عالم الأنثروبولوجيا والتحكم الآلى جريجوري باتيسون.
في يونيو 1894 انتخب زميلا للجمعية الملكية،  وفاز بميدالية داروين في عام 1904 والميدالية الملكية في عام 1920. كما ألقى المحاضرة الكروانية في عام 1920. كان رئيس الجمعية البريطانية في 1913-1914. أسس جمعية علم الوراثة في عام 1919، وهي واحدة من أولى المجتمعات العلمية المكرسة لعلم الوراثة. عرض مركز جون إينس محاضرة لباتسون تكريما له في ندوة جون إينس السنوية.
كان باتسون ملحدا.

## مؤلفاته
- مواد لدراسة التباين: Treated with Especial Regard to Discontinuity in the Origin of Species (1894)
- مبادئ مندل في الوراثة (1913)
- مشكلات علم الوراثة (1913)

## وصلات خارجية
- وليام باتسون على موقع الموسوعة البريطانية (الإنجليزية)
- وليام باتسون على موقع إن إن دي بي (الإنجليزية)

- مؤلفات وليام باتسون في مشروع غوتنبرغ
- أعمال أو نبذة عن وليام باتسون على أرشيف الإنترنت
- أعمال وليام باتسون في ليبري فوكس